# Centromacronema oaxacensis
Centromacronema oaxacensis är en nattsländeart som beskrevs av Bueno-soria 2000. Centromacronema oaxacensis ingår i släktet Centromacronema och familjen ryssjenattsländor. Inga underarter finns listade i Catalogue of Life.